# 桃山公園 (大府市)

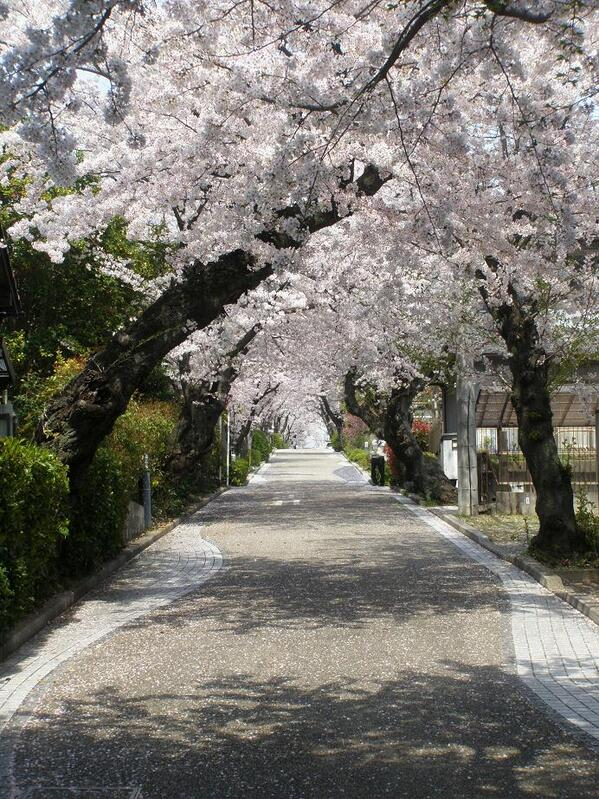
桃山公園と大倉公園とを結ぶ道

桃山公園（ももやまこうえん）は、愛知県大府市のガンジ山の頂上にある公園である。

## 概要
大府市の中心市街にほど近いガンジ山の頂上付近に位置し、風車の展望台からは市内から周辺市町村までの町並みや、晴天時には御嶽山や衣浦湾まで一望できる。
桜の名所として知られ、公園だけでなくガンジ山一帯には樹齢50年を越すソメイヨシノが咲き、大府ばやしにも「春の桃山、桜山」と唄われている。また春には桜まつり、4月下旬には大倉公園との同時開催で「つつじまつり」が行われる。
風車モニュメントは1991年（平成3年）3月、給水塔跡地に竣工した。風車の駆動部は同市内にある住友重機械工業名古屋製造所が1990年（平成2年）築造したものであり、外壁の一部には高浜市の瓦が使用されている。

## 施設
- 桃陵荘：大府市の公共福祉施設[5]。和室と土間を備えており、予約制で貸出されている[6]。
- 風車モニュメント
- 複合遊具
- ベンチ
- 水飲み
- トイレ：2カ所（多目的トイレあり）
- 藤棚

## 所在地
- 愛知県大府市桃山町4丁目202番地

## 周辺施設
- 愛知県立桃陵高等学校
- 大倉会館（大府市歴史民俗資料館、大府児童老人福祉センター）
- 大府市立大府小学校
- 大府市役所
- 大府郵便局
- 大倉公園